# Стодулки
Стодулки (чеш. Stodůlky) — местность в Праге. Первоначально это была деревня (первое письменное упоминание о которой датируется 1159 годом), позже муниципалитет (с 1849 года), он оставался преимущественно сельскохозяйственным поселением до 1960-х годов. 
Стодулки стали частью Праги в 1974 году, на территории появился большой жилой комплекс Йихозападни. В настоящее время Стодулки занимают площадь 9,63 квадратных километра (3,72 кв. миль). В 2018 году население составляло 62 795 человек.
Граничит с районами Ржепы, Мотол, Йинонице, Голыне, Ржепорие, Тржебонице и Зличин.

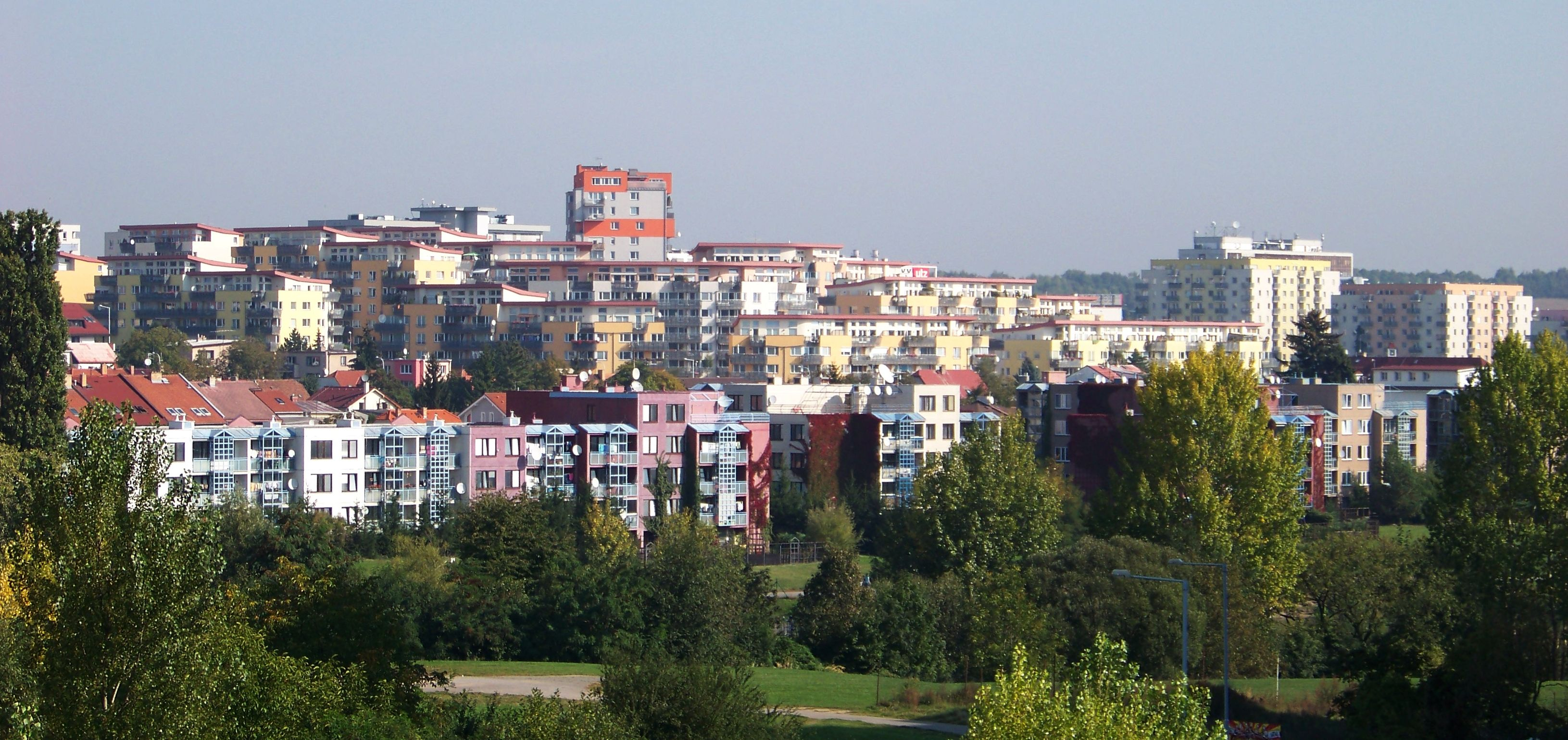
Вид на Стодулки (Лука)

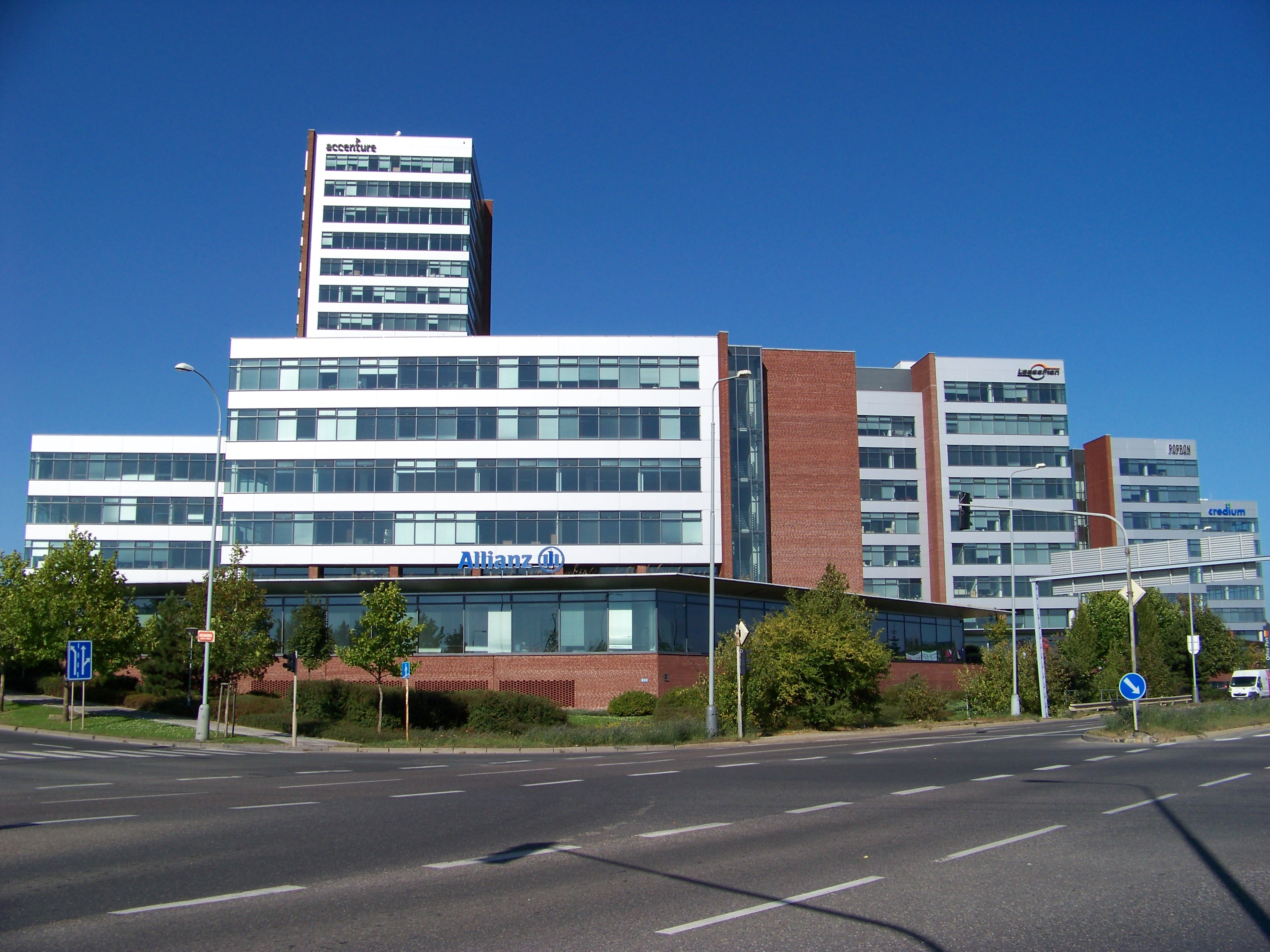
Офисный парк (Нове Бутовице)